# 맬컴 굿윈
맬컴 굿윈(Malcolm Goodwin, 1982년 11월 22일 ~ )은 미국의 배우이다.

## 출연 작품

### 영화
- 런 올 나이트 (2015)

### 텔레비전
- 아이좀비 (2015-19)
- 리처 (2022-23)